# مرز زبانی
یک مرز زبانی خطی است که منطقه‌ی دو زبان را از هم جدا می‌کند. این اصطلاح به طور کلی به معنی عدم وجود فهم متقابل (درک متقابل) بین دو زبان است. اگر دو زبان یا گویش همسایه دارای فهم متقابل باشند، یک مرز قاطع بین آنها شکل نمی‌گیرد، زیرا دو زبان می‌توانند به طور پیوسته نوآفرینی‌های زبانی ایجاد کنند؛ به این پدیده زنجیره گویشی (طیف گویشی) گفته می‌شود. یک جزیره‌ی زبانی منطقه‌ای زبانی است که به طور کامل با یک مرز زبانی احاطه شده.